# Міховіца
Міховіца (словен. Mihovica) — населений пункт на правому березі річки Крка в муніципалітеті Шентерней на південному сході Словенії, за 70 кілометрів на схід від столиці Любляни.

## Опис
Міховиця знаходиться на висоті 157 метрів над рівнем моря.
В центрі села збереглися традиційні фермерські будинки та господарські будівлі XIX століття, які були включені до реєстру національної спадщини Міністерства культури Словенії.  
Район є частиною традиційного регіону Нижня Крайна.  Зараз він включений до Статистичного регіону Південно-Східної Словенії.

## Населення
На кінець 2020 року в Міховиці проживало 217 осіб, з них 112 чоловіків та 105 жінок. Приріст населення за останні 9 років склав 145 %.
| Чисельність населення | 2011 | 2012 | 2013 | 2014 | 2015 | 2016 | 2017 | 2018 | 2019 | 2020 |
| --------------------- | ---- | ---- | ---- | ---- | ---- | ---- | ---- | ---- | ---- | ---- |
| Населення, осіб       | 149  | 159  | 165  | 174  | 185  | 189  | 194  | 197  | 207  | 217  |